# Еберхард V фон Ербах-Ербах
Еберхард V фон Ербах-Ербах (на немски: Eberhard V von Erbach-Erbach; * пр. 1277; † пр. 1303) е шенк на Ербах в Ербах в Оденвалд.

## Произход
Той е син на шенк Конрад I фон Ербах (* пр. 1251; † сл. 1290/1291), син на шенк Филип фон Ербах (* пр. 1223; † 1245/1251), министър на пфалцграфа при Рейн. Брат му Енгелхард фон Ербах († 26 ноември 1318/1319) е капитулар на Вюрцбург и Шпайер.

## Фамилия
Еберхард V фон Ербах-Ербах се жени за Агнес Райц фон Бройберг († 10 юни 1302), дъщеря на Еберхард фон Бройберг († 1286) и Мехтилд фон Бюдинген († сл. 1274), дъщеря на Герлах II фон Бюдинген († 1245) и графиня Мехтхилд фон Цигенхайн († сл. 18 септември 1229). Те имат шест деца:
- Конрад III фон Ербах-Ербах (IV) (* пр. 1296; † 5 юни 1363), женен за Ида фон Щайнах (* пр. 1316; † 1365), дъщеря на Бопо фон Щайнах († 1325) и Агнес
- Герлах фон Ербах-Ербах (* пр. 1303; † 18 декември 1332), домхер в Шпайер 1324, архдякон и провост на „Всички Светии“ в Шпайер, избран 1329 г. за епископ, електор/администратор на Вормс
- Енгелхард фон Ербах-Ербах († 2 март 1346), домхер 1291, капитулар и пропст на „Всички Светии“ в Шпайер 1333
- Еберхард фон Ербах-Ербахх († сл. 1303)
- Лукардис фон Ербах-Ербах († сл. 28 февруари 1339), омъжена пр. 4 август 1312 г. за Герхард фон Даксберг-Йоса, рицар († 1333/1335)
- Агнес фон Ербах-Ербах († сл. 1347), омъжена за Конрад III фон Бикенбах (* пр. 1298; † (сл.) 2 юни 1354)